# Пеллегріно Матараццо
Пеллегріно Матараццо (англ. Pellegrino Matarazzo; нар. 28 листопада 1977) — колишній американський футболіст. По завершенні ігрової кар'єри — тренер.
Раніше він був тренером молодіжних команд «Нюрнберг» і «Гоффенгайм». У грудні 2019 року Матараццо був призначений головним тренером «Штутгарта». З 2000 року живе в Німеччині.